# Club Deportivo Marino
Il Club Deportivo Marino è una società calcistica con sede presso Arona, nelle Isole Canarie, in Spagna.
Gioca nella Tercera Federación, la quinta serie del campionato spagnolo.

## Stagioni

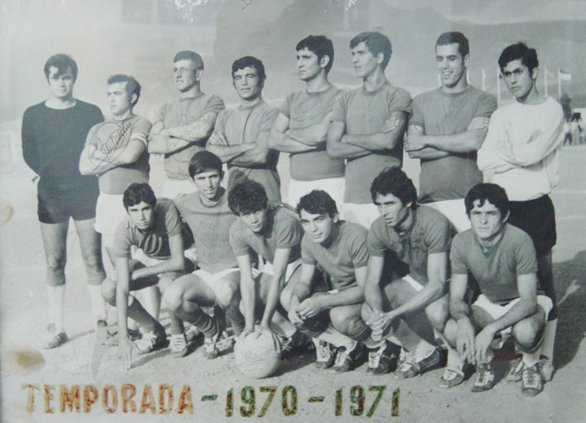
La squadra durante la stagione 1970/71

| Stagioni | Categoria      | Posizione |
| -------- | -------------- | --------- |
| 1936–80  | Cat.regionali  | —         |
| 1980/81  | 3ª             | 11°       |
| 1981/82  | 3ª             | 7°        |
| 1982/83  | 3ª             | 14°       |
| 1983/84  | 3ª             | 14°       |
| 1984/85  | 3ª             | 11°       |
| 1985/86  | 3ª             | 9°        |
| 1986/87  | 3ª             | 16°       |
| 1987/88  | 3ª             | 1°        |
| 1988/89  | 2ªB            | 10°       |
| 1989/90  | 2ªB            | 10°       |
| 1990/91  | 2ªB            | 12°       |
| 1991/92  | 2ªB            | 12°       |
| 1992/93  | 2ªB            | 19°       |
| 1993–07  | Cat. regionali | —         |
| 2007/08  | 3ª             | 16°       |

| Stagioni | Categoria | Posizione |
| -------- | --------- | --------- |
| 2008/09  | 3ª        | 9°        |
| 2009/10  | 3ª        | 4°        |
| 2010/11  | 3ª        | 6°        |
| 2011/12  | 3ª        | 1°        |
| 2012/13  | 2ªB       | 20°       |
| 2013/14  | 3ª        | 2°        |
| 2014/15  | 3ª        | 3°        |
| 2015/16  | 3ª        | 17°       |
| 2016/17  | 3ª        | 6°        |
| 2017/18  | 3ª        | 13°       |
| 2018/19  | 3ª        | 12°       |
| 2019/20  | 3ª        | 1°        |
| 2020/21  | 2ªB       | 10°       |
| 2021/22  | 3ª RFEF   | 10°       |
| 2022/23  | 3ª RFEF   |           |

## Tornei nazionali
- 1ª División: 0 stagioni
- 2ª División: 0 stagioni
- 2ª División B: 7 stagioni
- 3ª División: 20 stagioni
- 3ª Federación: 2 stagioni

## Palmarès

### Competizioni nazionali
- Tercera División: 2

1987-1988, 2011-2012, 2019-2020

### Altri piazzamenti
- Tercera División:

Secondo posto: 2013-2014
Terzo posto: 2014-2015